# Argyreia kunstleri
Argyreia kunstleri är en vindeväxtart som först beskrevs av David Prain, och fick sitt nu gällande namn av V. Ooststr. Argyreia kunstleri ingår i släktet Argyreia och familjen vindeväxter. Inga underarter finns listade i Catalogue of Life.